# Lycianthes somniculenta
Lycianthes somniculenta là loài thực vật có hoa trong họ Cà. Loài này được (Kuntze ex Schltdl.) Bitter mô tả khoa học đầu tiên năm 1919.